# Église de la Nativité-de-la-très-Sainte-Vierge de Tilly
L'église de la Nativité-de-la-Très-Sainte-Vierge est l'église paroissiale de Tilly dans le département français des Yvelines. 

## Histoire

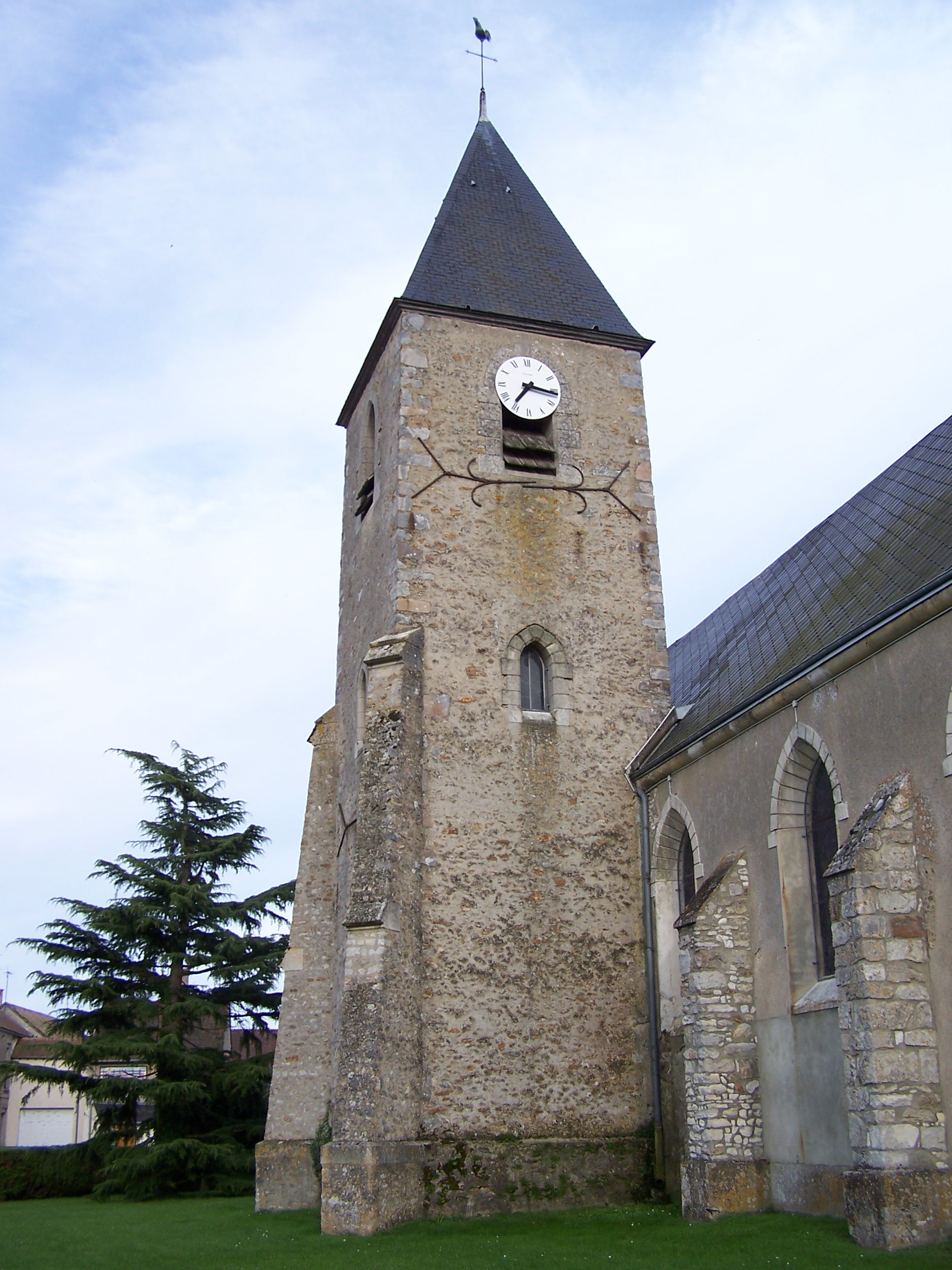
Le clocher de l'église en 2007.

Au XIIe siècle, une première église fut édifiée à cet endroit, mais fut détruite lors de la guerre de Cent Ans. Elle fut reconstruite au XVIe siècle. Les contreforts du clocher datent du XIXe siècle.

## Description
Sur le clocher, est montée une horloge à cadran Bodet.

## Mobilier
Une urne contenant le cœur de l'amiral François Joseph Paul de Grasse, fut déposée dans l'église à sa mort, en 1723. Retrouvée en 1923, elle fut transferée dans la sépulture de sa troisième épouse, Christine-Marie-Delphine Lazare de Cibon.